# Ceroplastes giganteus
Ceroplastes giganteus är en insektsart som beskrevs av Dozier 1931. Ceroplastes giganteus ingår i släktet Ceroplastes och familjen skålsköldlöss.
Artens utbredningsområde är Haiti. Inga underarter finns listade i Catalogue of Life.